# Hurum
Hurum é uma comuna da Noruega, com 163 km² de área e 8 781 habitantes (censo de 2004).         